# Birnthon
Birnthon ist ein als Exklave im Landkreis Nürnberger Land im Nürnberger Reichswald gelegener Gemeindeteil der kreisfreien Stadt Nürnberg. Birnthon liegt in der Gemarkung Fischbach.

## Geographie

### Lage
Das Dorf liegt fünf Kilometer östlich der Nürnberger Stadtgrenze (Gemeindeteil Fischbach), etwas südlich der Landstraße Nürnberg-Altdorf. Zusammen mit den beiden nahegelegenen Ortschaften Brunn und Netzstall bildet er als Distrikt 970 den statistischen Bezirk 97 des Nürnberger Stadtgebietes.
Birnthon wird westlich der Ortsbebauung vom Ludergraben durchflossen.
Die Bayerische Uraufnahme zeigt in den 1810er Jahren für Birnthon fünf Gehöfte mit einem gemeinsamen Brunnen sowie die beiden Weiher und einen Feldbrunnen in den nördlichen gelegenen landwirtschaftlichen Flächen. Die beiden Weiher wurden im zwanzigsten Jahrhundert zugeschüttet und teils überbaut. Den ehemaligen Hofraum quert eine Dorfstraße und der Brunnen wurde mit einer Garage überformt.

### Schutzgebiete
Birnthon ist von Bannwald und von den Landschaftsschutzgebieten Birnthon (LSG-00536.12) und Brunn–Netzstall (LSG-00536.11) umschlossen, weshalb die Bauleitplanung der Stadt für den bis heute dörflich strukturierten Ortsteil keine bauliche Erweiterung zulässt.
Die mageren Flachland-Mähwiesen (Alopecurus pratensis, Sanguisorba officinalis) um den Siedlungskörper von Birnthon sind Bestandteil des 43 Hektar umfassenden FFH-Gebiets Rodungsinseln im Reichswald. Der Erhalt des Offenlandcharakters der Rodungsinseln mit den nährstoffarmen bis mäßig nährstoffreichen Standorten und der typischen Vegetation stellt das gebietsbezogene Erhaltungsziel dieses europäischen Schutzgebiets dar. Das artenreiche, größtenteils magere Grünland auf Sandsteinkeuper wurde als überregional bedeutsamer Lebensraum im Arten- und Biotopschutzprogramm (ABSP) von Bayern eingestuft.

## Geschichte

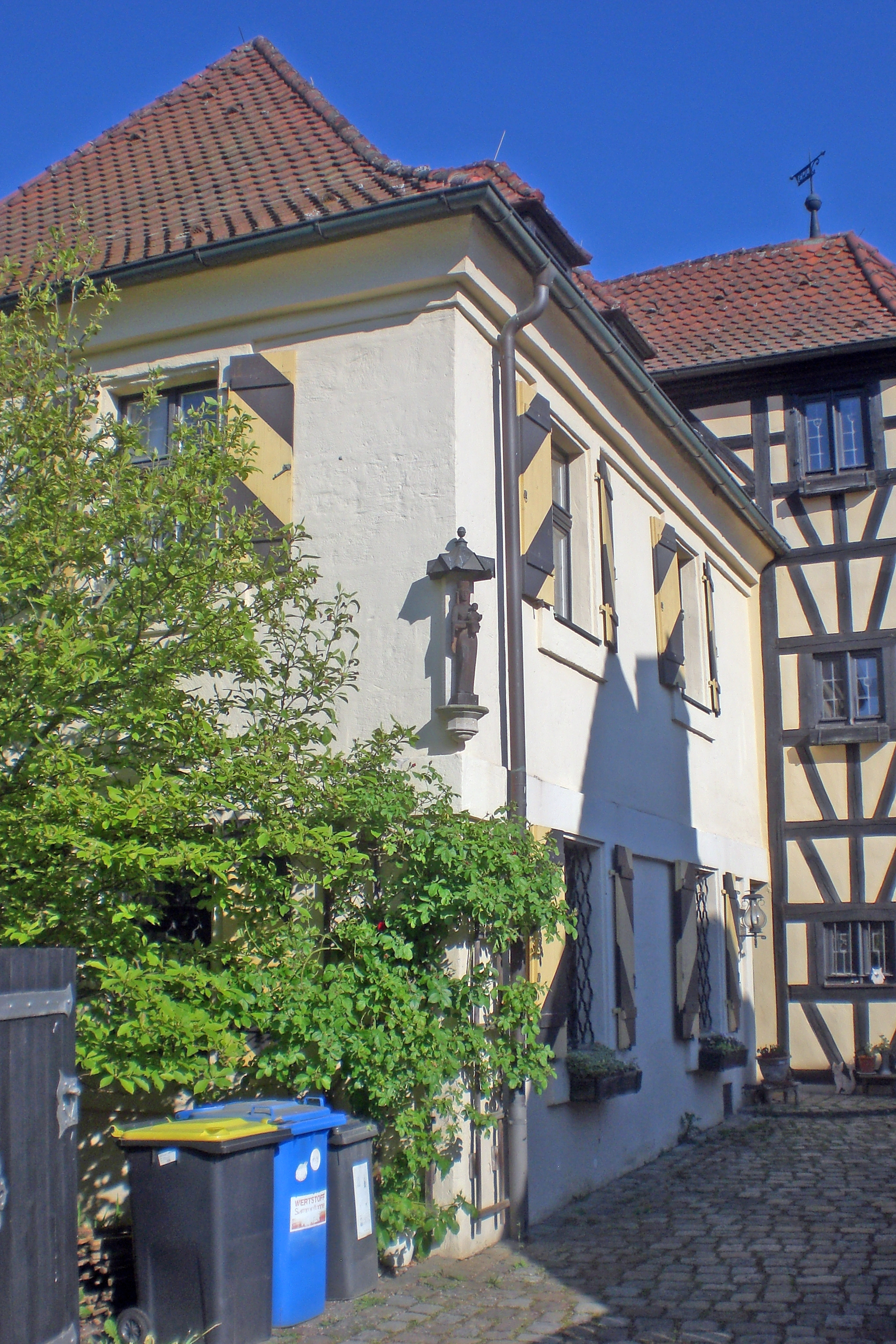
Herrensitz Birnthon (2024)

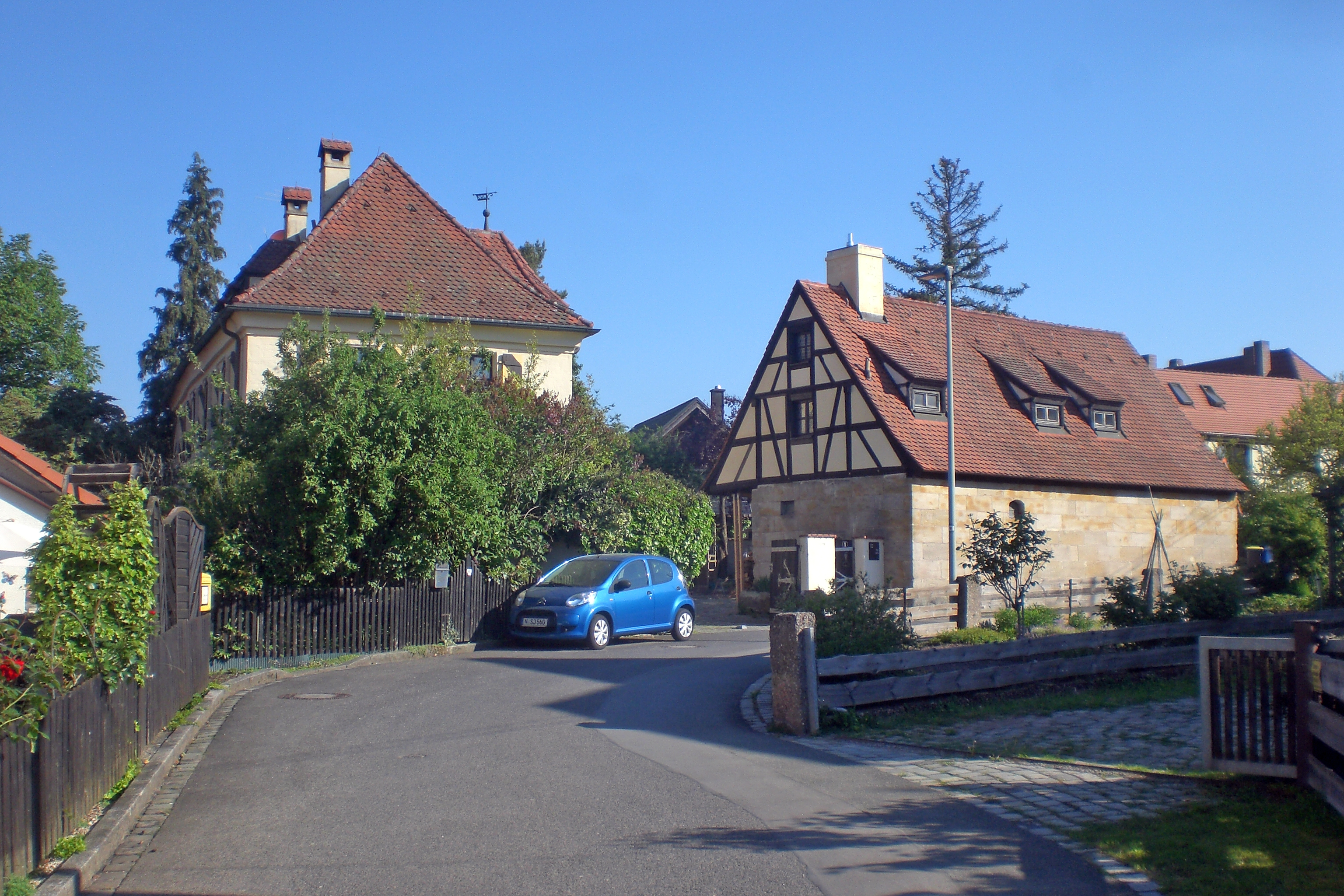
Herrensitz Birnthon (2024)

Birnthon geht auf eine hochmittelalterliche Zeidlerei im Nürnberger Reichswald zurück. Erstmals schriftlich erwähnt wurde es 1309 als Wirtschaftsgut des Nürnberger Bürgers Conrad Wagner, der sich verpflichten musste, es nicht zu einem Festen Haus auszubauen. Als Besitzer folgten über viele Jahrhunderte eine Reihe der bekanntesten Nürnberger Patrizierfamilien. 1382 gehörte das Zeidelmuttergut dem Ratsherrn Berthold Behaim, dem vor 1397 Heinrich II. Rummel folgte. Dieser unterhielt enge Beziehungen zum Pfalzgrafen und späteren König Ruprecht und erwarb 1409 auch die Herrschaft und Burg Lichtenau, die sein Sohn Franz Rummel im Ersten Markgrafenkrieg 1449 an Albrecht Achilles übergeben musste und erst 1453 zurückerhielt. Als das Rummelsche Fernhandels- und Montanunternehmen in den 1470er Jahren in Schwierigkeiten geriet, wurde 1472 die Herrschaft Lichtenau an das Nürnberger Reiche Almosen verkauft und der Zeidelhof in Birthon an Endres Rech.
Dieser erbaute 1495 mit Erlaubnis des Rats der Reichsstadt ein „Lusthaus“, das mit einer Mauer eingefriedet war. Es handelte sich um eine Fachwerkkonstruktion auf einem massiven Sockelgeschoss. Ihm folgte 1516 Hieronymus Rech, dessen Witwe Agatha 1522 Martin Löffelholz heiratete, den reichsstädtischen Pfleger zu Lichtenau, der 1533 verstarb. Ihr dritter Ehemann, Florentin Örtel, aus einer „ehrbaren Familie“ des Zweiten Standes stammend, stockte 1541 das Herrenhaus mit einem weiteren Fachwerkgeschoss auf. Schon 1552 wurde der Örtel'sche Sitz aber im Zweiten Markgrafenkrieg niedergebrannt und blieb, mehrfach innerhalb der Familie weitergereicht, über zwei Generationen hinweg bis in die 1610er Jahre hinein größtenteils eine Wüstung.
Zwischen 1609 und 1619 ließ Eustachius Carl Holzschuher den Sitz als  Vierseithof mit stattlichem Haupthaus wieder aufbauen. Über seine Tochter Maria Salome kam er an die Familie Hüls. Den Dreißigjährigen Krieg überstand das Anwesen unbeschadet, wurde in den 1680er Jahren teilweise erneuert und um zwei Weiher erweitert. Aus dieser Zeit stammen auch die ältesten dendrochronologisch nachweisbaren Bauteile der denkmalgeschützten Gebäude. 1680 kam es an Sigmund Pfintzing und von ihm 1688 an Johann Christoph Tucher, der das Herrenhaus erneuern oder sehr weitgehend umbauen ließ. 1692 kam es an die Nützel, 1755 an Maria Jakobina Ebner geb. Nützel, Witwe des Zweiten Losungers Hieronymus Wilhelm Ebner von Eschenbach. 1762 erweiterte sie den Sitz um ein eingeschossiges Sommerhaus. Sie führte das Gut Birnthon 1773 einer Familienstiftung zu, die von ihren Schwiegersöhnen Haller von Hallerstein und Kreß von Kressenstein verwaltet wurde.
Gegen Ende des 18. Jahrhunderts bestand Birnthon aus vier Anwesen (1 Schloss, 1 Zeidelgut, 2 Häuser). Das Hochgericht übte die nürnbergische Pflegamt Altdorf aus, was vom brandenburg-ansbachischen Oberamt Burgthann bestritten wurde. Grundherren waren von Haller und von Kreß, später von Ebner. Es gab vier Untertansfamilien.
Von 1797 bis 1808 unterstand Birnthon dem Justiz- und Kammeramt Burgthann. 1806 kam der Ort an das Königreich Bayern. Im Rahmen des Gemeindeedikts wurde Birnthon dem 1808 gebildeten Steuerdistrikt Fischbach und der 1818 gebildeten Ruralgemeinde Fischbach zugeordnet.  Gleichzeitig wurden die Fideikommissgüter in Bayern aufgehoben, das Stiftungsgut von den Erben zerschlagen und 1813/14 in zwei Teilen verkauft.
Am 1. Juli 1972 wurden Birnthon im Rahmen der Gebietsreform in Bayern in die Stadt Nürnberg eingegliedert.

### Einwohnerentwicklung
| Jahr      | 1818   | 1840   | 1861   | 1871   | 1885   | 1900   | 1925   | 1950   | 1961   | 1970   | 1987   | 1997  |
| Einwohner | 41     | 46     | 67     | 60     | 49     | 54     | 55     | 68     | 101    | 102    | 68     | 99    |
| Häuser    | 11     | 8      |        |        | 10     | 10     | 11     | 10     | 13     |        | 19     |       |
| Quelle    | [ 16 ] | [ 17 ] | [ 18 ] | [ 19 ] | [ 20 ] | [ 21 ] | [ 22 ] | [ 23 ] | [ 24 ] | [ 25 ] | [ 26 ] | [ 1 ] |

## Religion
Birnthon ist seit der Reformation evangelisch-lutherisch geprägt und bis heute nach St. Laurentius (Altdorf bei Nürnberg) gepfarrt. Die Einwohner römisch-katholischer Konfession sind nach Heilig Geist (Fischbach bei Nürnberg) gepfarrt.

## Kultur

### Baudenkmäler
In Birnthon gibt es drei Baudenkmäler:
- Haus Nr. 1: Ehemaliger Herrensitz
- Haus Nr. 2, 3: Doppelhaus in Ecklage
- Haus Nr. 7: Wohnhaus

### Big Horn Ranch

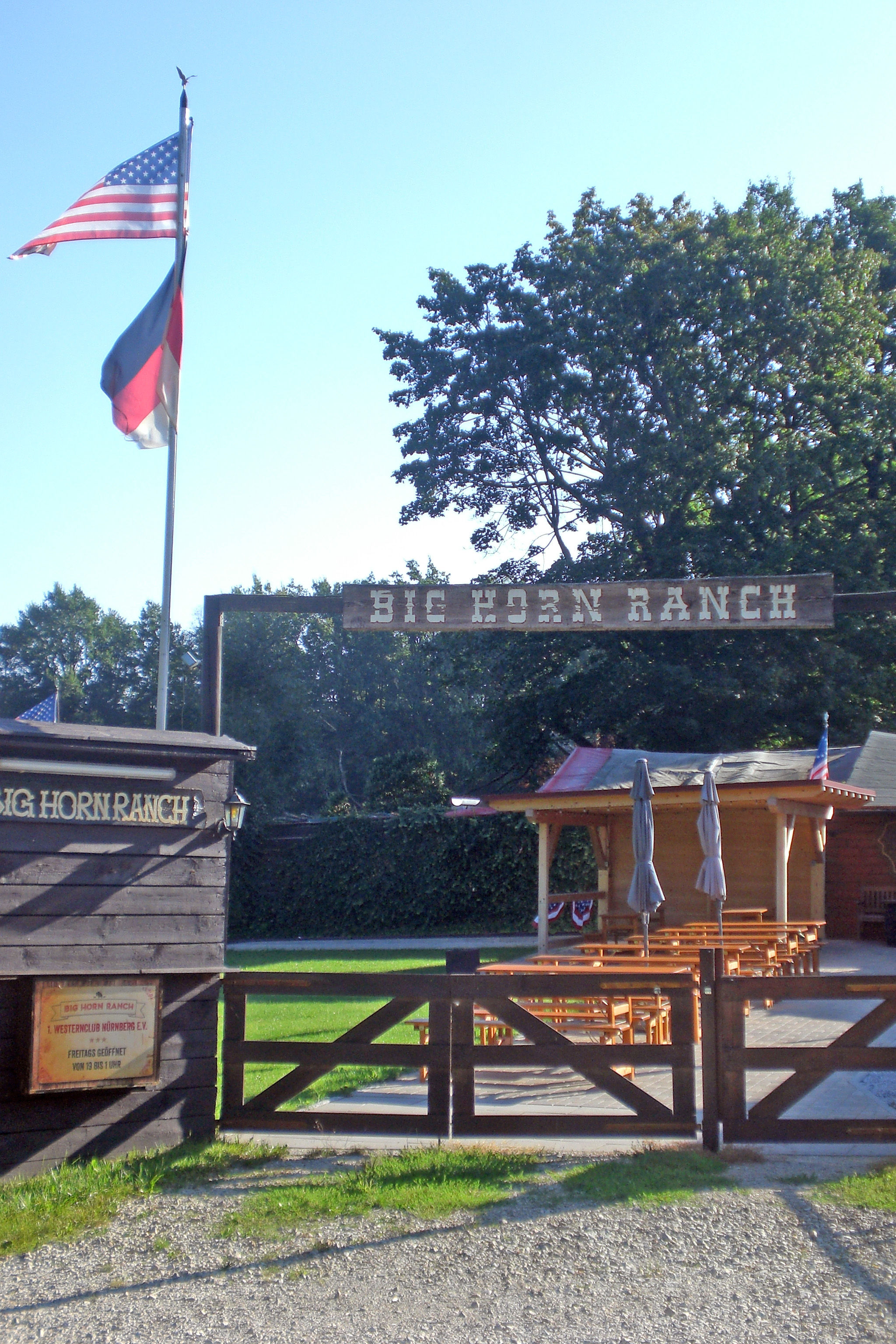
Big Horn Ranch (2024)

Im Ort befindet sich weiterhin die Big Horn Ranch des Nürnberger Westernclubs.

## Verkehr
Gemeindestraßen erschließen Birnthon zu der unmittelbar nördlich verlaufenden Kreisstraße LAU 13/N 5 hin. Diese verbindet den Ort nach Westen über Fischbach nach Nürnberg und in östlicher Richtung nach Altdorf. Der ÖPNV versorgt Birnthon an der LAU 13 an zwei Bushaltestellen mit der Stadtbuslinie 59 / N59 nach Nürnberg – Langwasser hin. Morgens gibt es zusätzlich eine einzelne Fahrt der Linie 96 zur Nürnberger Meistersingerhalle, die hauptsächlich von Schülern und Studenten genutzt wird.